# Muséum de Nantes
Pour les articles homonymes, voir Muséum d'histoire naturelle.
Le Muséum de la métropole de Nantes est un musée d'histoire naturelle situé dans la ville de Nantes, en France.

## Historique
Le premier lieu consacré à l'histoire naturelle à Nantes est un cabinet particulier créé en 1799 par François-René Dubuisson, un pharmacien (le terme d'époque est « épicier-droguiste »), amateur d'histoire naturelle. Il fonde ce cabinet d'histoire naturelle afin de faciliter à la jeunesse l'étude des principales parties de l'instruction. Ce premier cabinet est alors situé « rue Caylus » (nom de la rue Saint-Jean pendant la Révolution). Ces collections sont rachetées par la municipalité en 1806 et installées dans des locaux de l'ancienne école de chirurgie de Saint-Côme, appartenant à la ville, et située rue du Port-Communeau (actuelle rue Léon-Blum). Ce bâtiment, construit par Jean-Baptiste Ceineray en 1765, bénéficie de quatre ans de travaux avant son ouverture. Le musée, inauguré le 15 août 1810, présente alors des collections de géologie, minéralogie et botanique. François-René Dubuisson restant conservateur jusqu'à sa mort en 1836.
De 1836 à 1863, le successeur de Dubuisson est Frédéric Cailliaud (1787-1869), qui ajoute une collection de sciences naturelles. Celui-ci sollicite de nouveaux locaux, le musée étant à l'étroit et gêné par l'humidité du quartier alors proche de l'Erdre. En 1838, l'idée d'affecter l'ancien hôtel de la Monnaie de la rue Voltaire à l'installation des collections est évoqué. Situé sur le coteau un peu à l'ouest de la place Graslin, le bâtiment est en effet inutilisé depuis l'abandon de la frappe monétaire dans la ville, mais cette possibilité est écartée, l'hôtel abritera successivement le palais de justice, une école de sciences et une école de commerce. Il est alors envisagé la construction d'un local dans le haut du jardin des plantes, puis plus tard dans le prolongement du cours Cambronne.
Finalement, on revient presque au projet initial puisqu'il fut décidé l'édification de nouveaux bâtiments place de la Monnaie adossés à l'ancien hôtel de la Monnaie édifiée entre 1821 et 1826 par Colomb Gengembre (fils de Philippe Gengembre, ancien inspecteur général de la Monnaie de Paris et directeur de l’usine d’Indret). La première pierre de l'édifice conçu par l'architecte Gustave Bourgerel est posée en 1868, le muséum commence à être aménagé en 1872, et est inauguré le 19 août 1875, à l'occasion du congrès de l'association française pour l'avancement des sciences. Le muséum d'histoire naturelle de Nantes est alors l'un des premiers à être installé dans un édifice construit spécialement pour lui. Par la suite, une extension a été réalisée sur le bâtiment adjacent de l'ancienne Monnaie.

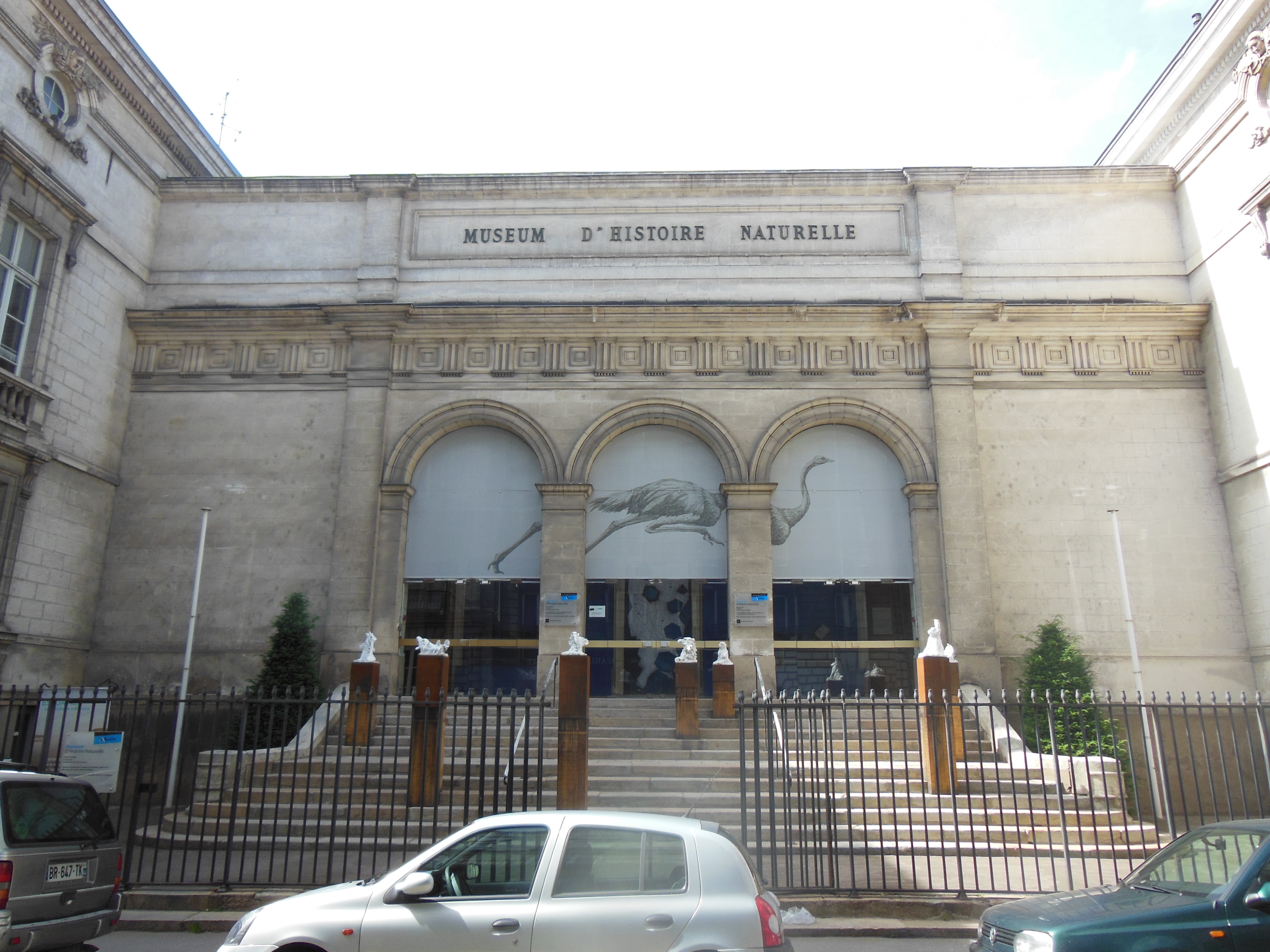
Entrée sur la rue Voltaire.

Un vivarium y est créé en 1955 pour exposer des animaux vivants.
En 1970, le départ de l'école supérieure de commerce de Nantes qui occupait, depuis sa création en 1900, une partie des locaux de l'ancien hôtel de la Monnaie, permettra enfin au muséum, dont l'agrandissement était alors devenu indispensable, d'intégrer le bâtiment en l'incorporant à ses propres locaux. Les anciennes salles de cours de l'école deviennent des salles d'exposition dédiées à la préhistoire et à la paléontologie, tandis l'amphithéâtre se transforme en salle de conférences. Les visiteurs pénètrent désormais par l'entrée située rue Voltaire, réservée autrefois à l'école de commerce. Après dix ans de travaux d'agrandissement, le muséum ainsi restructuré est inauguré le 5 mars 1980 en présence de Jean Dorst, directeur du Muséum national d'histoire naturelle de Paris.
En 1988, le cabinet de travail du marquis d'Abadie (1895-1971) y est reconstitué pour présenter au public la diversité des collections léguées par ce naturaliste.
Depuis le début des années 2000, le muséum fait l'objet de nombreux travaux de rénovation (le vivarium en 2003, la galerie de zoologie en 2008, la galerie des sciences de la Terre en 2009).
Conséquence de la transformation de la communauté urbaine en métropole, il devient un équipement métropolitain le 1er janvier 2015.
En 2023, le Conseil métropolitain a voté un projet de rénovation du Muséum devenu trop petit pour accueillir le public et ses collections. Le Muséum ferme alors ses portes le 3 novembre 2025 et des travaux débuteront en 2026. Ils vont avant tout permettre de repenser le positionnement et l’identité du Muséum comme acteur majeur d’une société prête à relever les défis liés au climat, à la biodiversité et à la transition écologique pour « habiter la Terre demain ». Ils seront aussi l’occasion de rénover énergétiquement le bâtiment, de le rendre entièrement accessible et de laisser plus de place à l’exposition des collections conservées depuis la fin du 18e siècle.

## Présentation
Les collections du muséum, rassemblées pour la plupart par les conservateurs qui se sont succédé jusqu'au milieu du XXe siècle, couvrent tous les domaines de l'histoire naturelle.
La galerie de zoologie du premier étage présente la classification phylogénétique regroupe plus de mille spécimens d’animaux vertébrés. Parmi les spécimens remarquables, un squelette de baleine (rorqual commun, Balaenoptera physalus), de plus de 18 m de long collecté à l'initiative de Catherine Cuenca alors directrice du Muséum et ramené en line avec le professeur Costiou de l’École vétérinaire de Nantes. Ce grand cétacé a été éperonné en 1991 par le méthanier « Edouard LD » (Louis Dreyfus Armateurs) venant d'Algérie, et son squelette récupéré à Donges près du terminal méthanier de Montoir-de-Bretagne grâce à une collaboration avec l'école nationale vétérinaire de Nantes qui l'avait préparé durant quatre ans dans son « Unité d’Anatomie ».
La galerie des Sciences de la Terre et de l'Univers se situe au rez-de-chaussée. Elle regroupe les minéraux, roches et fossiles et une collection de météorites.
Le musée, membre du réseau national des collections naturalistes (RECOLNAT) regroupe aussi une collection de coquilles, de mollusques et de botanique avec trois cent mille planches d'herbiers.
Deux salles proposent des expositions temporaires.
Jusqu'en 2025, un vivarium regroupait une vingtaine d’espèces vivantes régionales : insectes, petits mammifères, tortues, crocodiles, serpents et lézards.
Jusqu'en 2025, une bibliothèque scientifique offrait un libre accès à un patrimoine naturaliste unique et original : environ 30 000 livres du XVIe siècle à nos jours, près de 3 000 revues (scientifiques et de vulgarisation), et bien d’autres documents (cartes géologiques, archives,… ). Une médiathèque proposait quant à elle plus de 8 000 références (ouvrages, dvd, jeux de société) pour le jeune public. Dans le futur Muséum, ces espaces fusionneront en une Agora des sciences : une médiathèque tiers-lieu entre les publics et les sciences. Le public pourra y accéder librement afin d’obtenir l’information scientifique souhaitée. Il pourra ainsi rencontrer des scientifiques du Muséum même, de l’Université ou des organismes de recherche. L’Agora sera définie comme un lieu à part entière pour faciliter l’accès aux sciences de tous les publics.

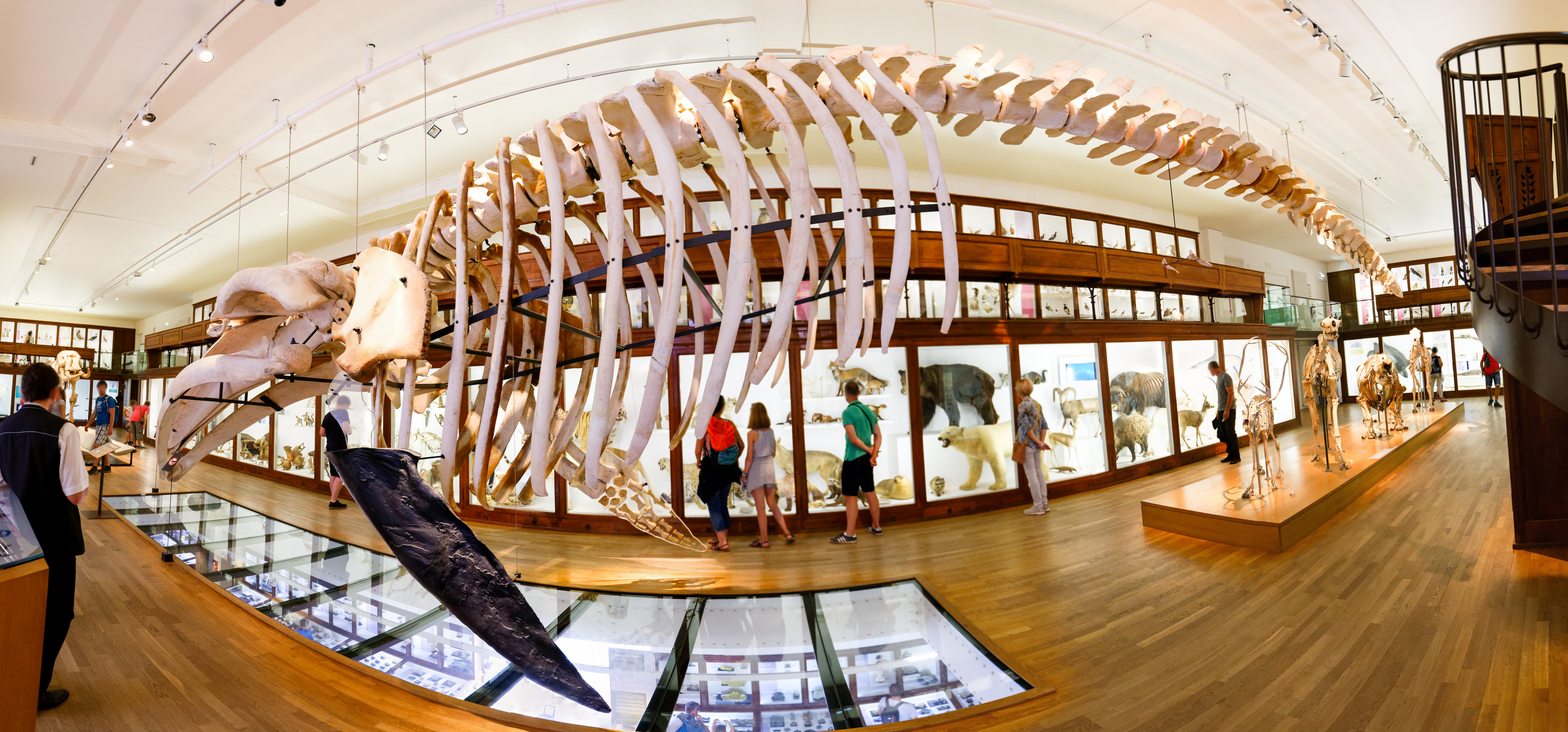
Galerie de zoologie au 1er étage
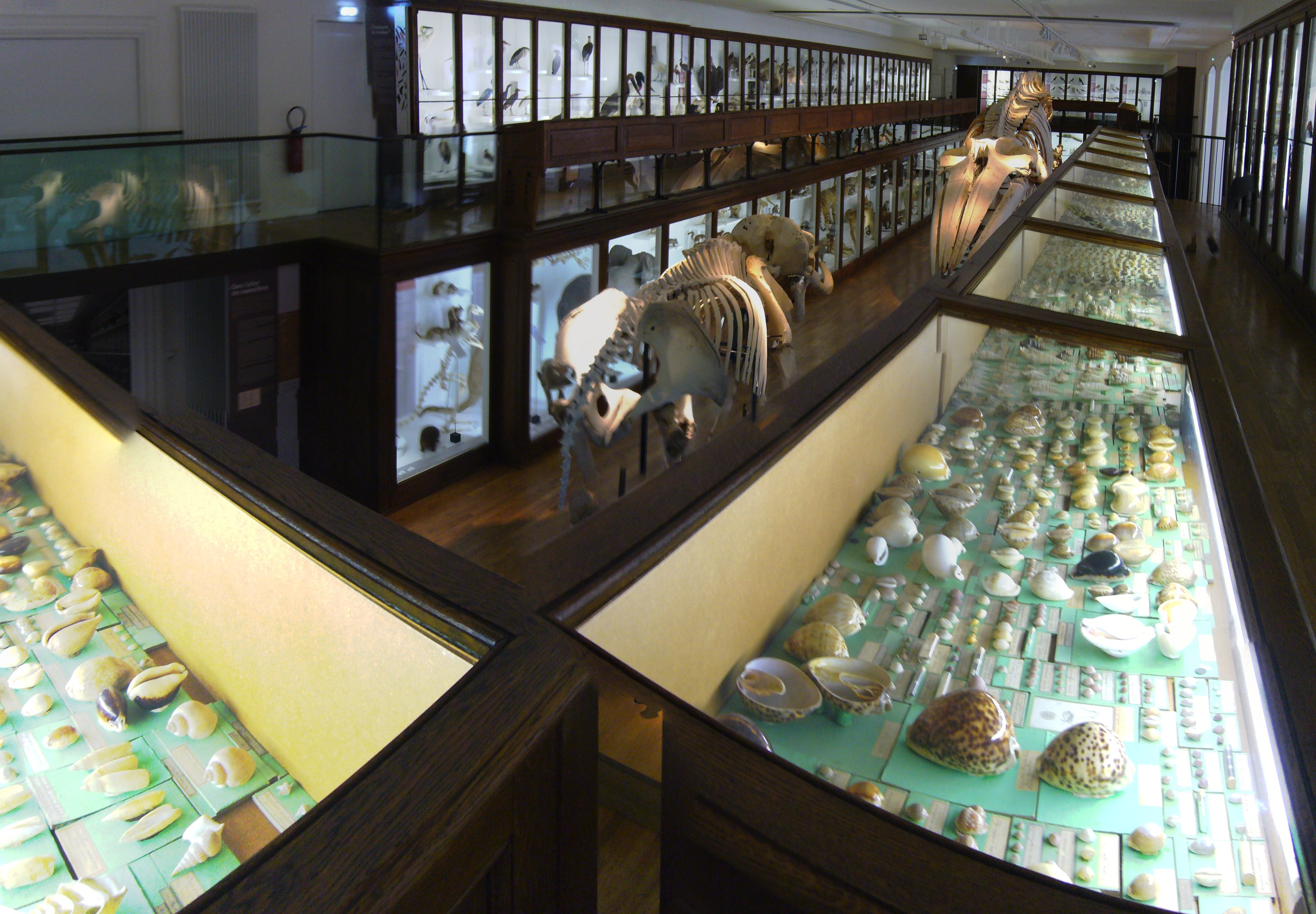
Mezzanine de la galerie de zoologie au 1er étage
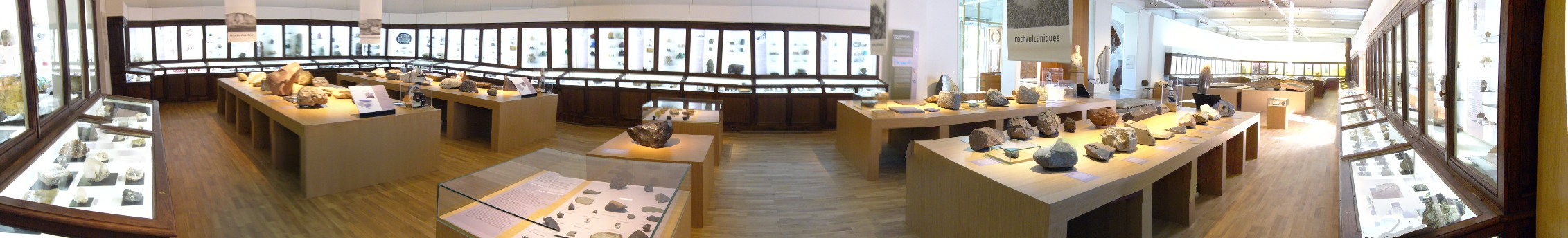
Galerie des sciences de la Terre au rez-de-chaussée

## Directeurs conservateurs

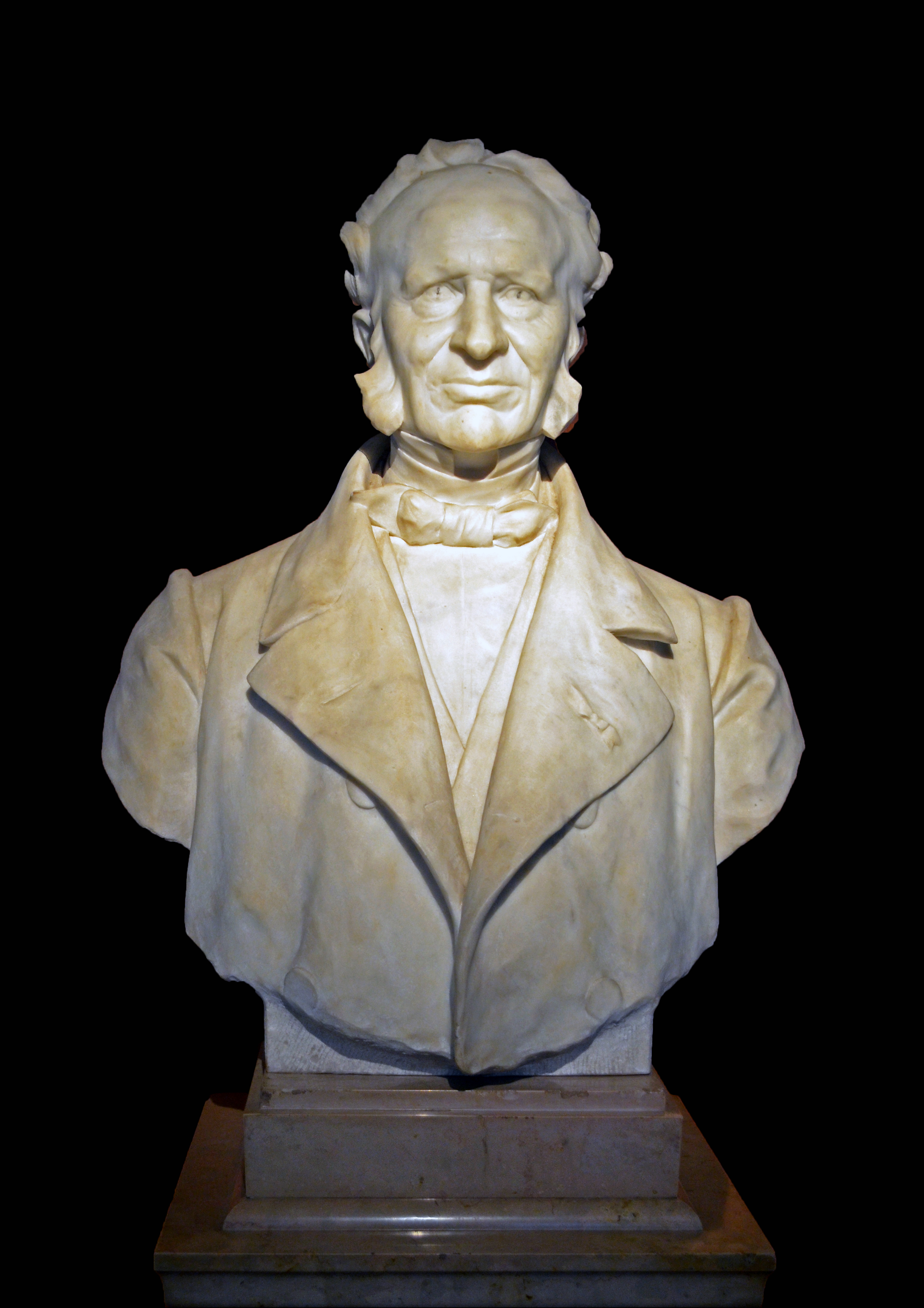
Buste de Frédéric Cailliaud à l'entrée du muséum.

- François-René Dubuisson (1810-1836)
- Frédéric Cailliaud (1836-1869)
- Édouard Dufour (1869-1882)
- Louis Bureau (1882-1919)
- Ernest Marchand (1920-1933)
- Joseph Kowalski (1933-1941)
- Georges Durivault (1941-1948), par intérim
- Paul Niort (1948-1952)
- Georges Durivault (1952-1954), par intérim
- Jacqueline Baudouin-Bodin (1954-1989)
- Catherine Boulat-Cuenca (directrice adjointe dès 1982-puis directrice de 1989 à1996)
- Pierre Watelet (1998-2013)
- Philippe Guillet (depuis 2013)

## Principaux donateurs
- Édouard Chevreux (1931)
- A. E. Lepontois (1932)
- Docteur Louis Bureau (1936)
- Docteur G. Mignon (1937)
- Colonel Édouard Dattin (1947)
- Émilien Le Goulais (1956)
- Professeur André Maublanc (1958)
- Henry Donnot (1962)
- Charles Morault (1971)
- René d'Abadie (1971)
- Docteur Odic (1976)

## Fréquentation
| 2001    | 2002    | 2003    | 2004    | 2005   | 2006   | 2007    | 2008    | 2009    | 2010   | 2011   | 2012   | 2013   | 2014   | 2015    |
| ------- | ------- | ------- | ------- | ------ | ------ | ------- | ------- | ------- | ------ | ------ | ------ | ------ | ------ | ------- |
| 48 053  | 40 013  | 59 639  | 77 402  | 80 995 | 51 923 | 40 368  | 90 479  | 74 785  | 84 282 | 99 605 | 87 517 | 81 555 | 95 420 | 108 500 |
| 2016    | 2017    | 2018    | 2019    | 2020   | 2021   | 2022    | 2023    | 2024    |        |        |        |        |        |         |
| 139 100 | 118 000 | 144 500 | 127 000 | 58 200 | 76 000 | 155 560 | 190 500 | 165 000 |        |        |        |        |        |         |